# Cultură populară
Cultura populară (prescurtat de obicei cultură pop) este formată dintr-un grup de idei, perspective și atitudini (psihologie) care sunt considerate ca preferate printr-un consens neoficial în cadrul curentul principal aparținând unei anumite culturi. Influențată masiv de mass media (începând cu secolul XX) și transmisă prin limbajul autohton al acelei culturi, această colecție de idei străbate viața zilnică a societății. Cultura populară este adesea privită ca fiind trivială și capabilă de "a face să amuțească" omul, pentru a găsi o acceptare consensuală în curentul principal. Ca rezultat al acestei concepții, este mult criticată de surse științifice și care nu aparțin curentului principal (mai ales grupurile religioase și cele contra culturale), care o consideră superficială, de consum, senzaționalistă și coruptă.

## Definiții
A defini 'popular' și 'cultură', care sunt niște concepte contestate în esență, este complicat din cauza existenței unor definiții multiple, în competiție, din cultura populară. John Storey, în Teorii culturale și cultură populară, a discutat șase definiții. Definiția cantitativă a culturii are ca defect faptul că favorizează mult "înalta" cultură (de ex., dramatizările de televiziune după Jane Austen). "Cultura pop" este definită și ca fiind cultura rămasă după ce am hotărât ce înseamnă "înaltă cultură".